# Kruisbasiliek

Plattegrond van een kruisbasiliek

Een kruisbasiliek is een kruiskerk die is opgezet als basiliek. Het laatste wil zeggen dat het kerkgebouw zijbeuken heeft die lager zijn dan de middenbeuk en dat de middenbeuk boven de zijbeuken is voorzien van een rij vensters. De meeste basilieken zijn kruisbasilieken: de dwarsbeuk (transept) geeft de plattegrond van een basiliek de vorm van een kruis.

## Enkele kruisbasilieken

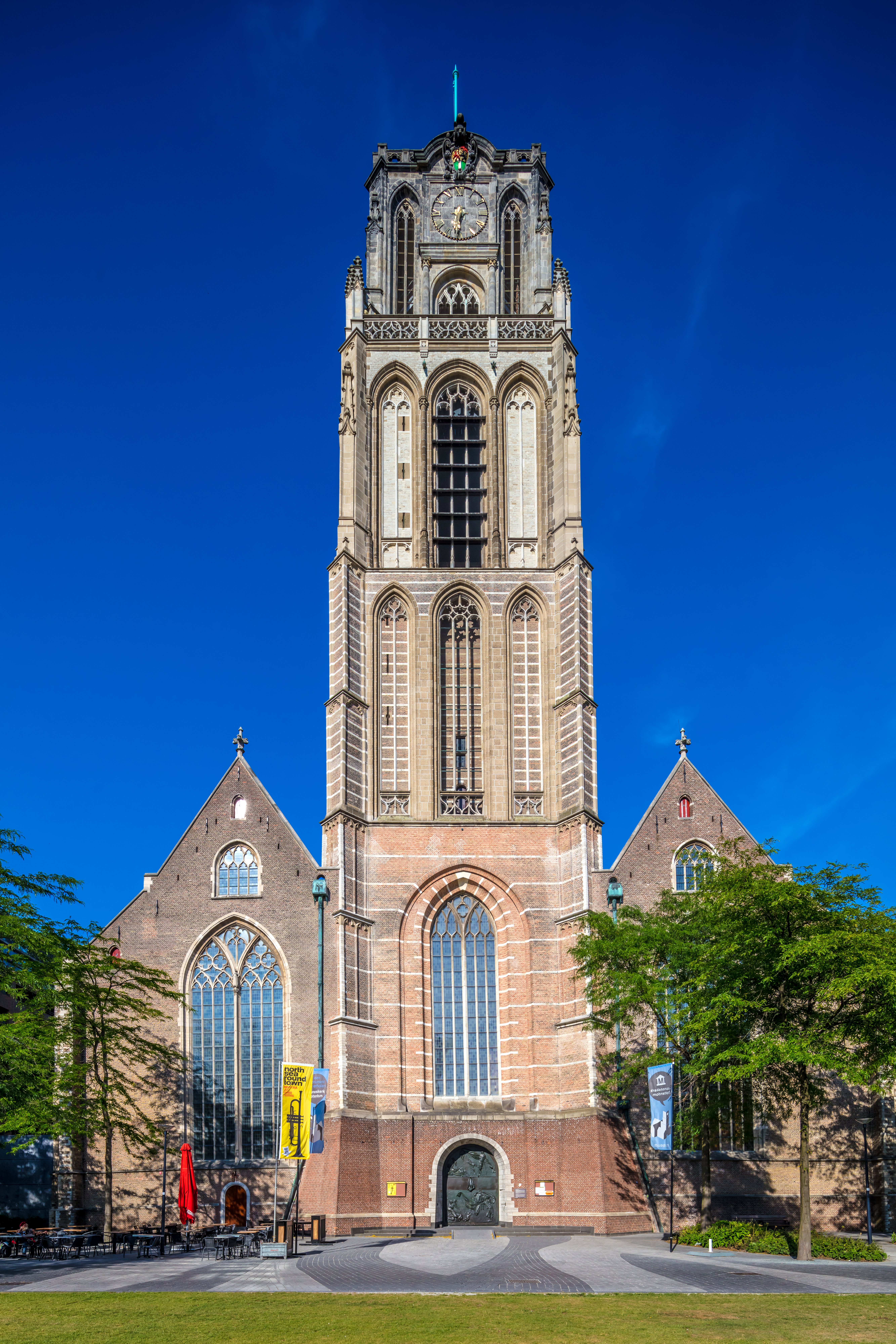
Grote of Sint-Laurenskerk (Rotterdam)
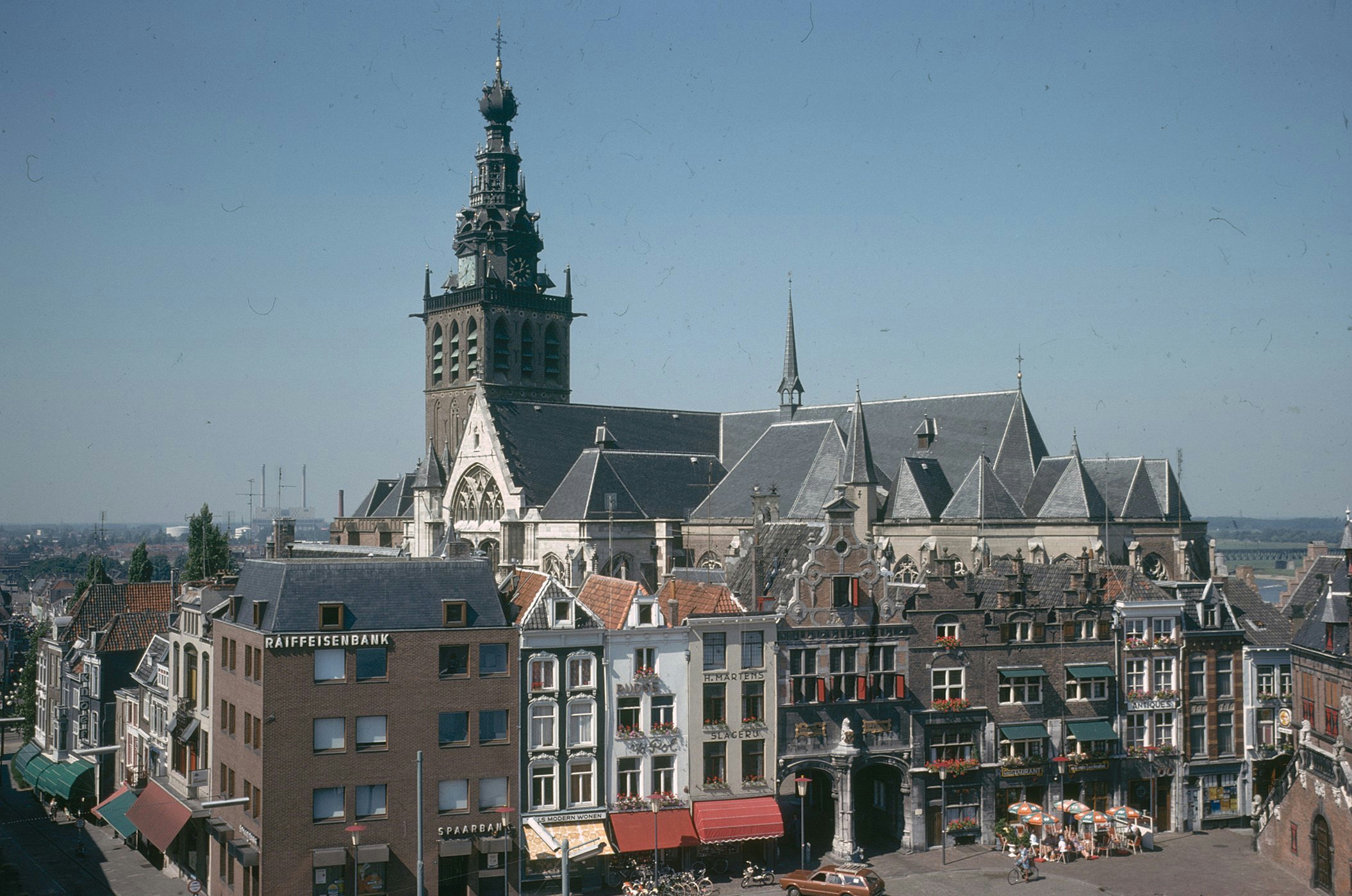
Grote of Sint-Stevenskerk (Nijmegen)
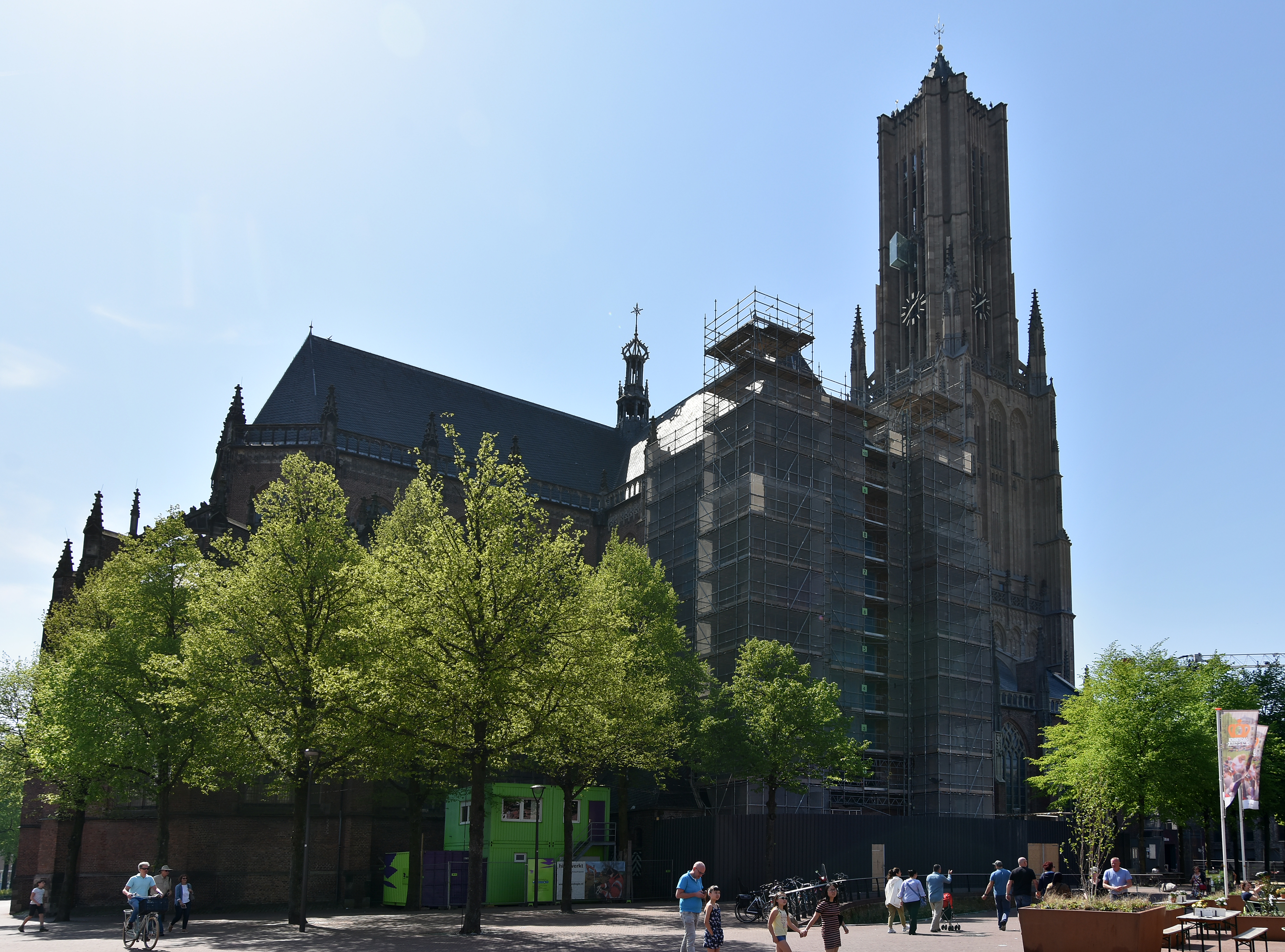
Sint-Eusebiuskerk Arnhem